# (3300) McGlasson
(3300) McGlasson és un asteroide pertanyent al cinturó d'asteroides, descobert el 10 de juliol de 1928 per Harry Edwin Wood des de l'Observatori Unió, a Johannesburg, Sud-àfrica.
Provisionalment va ser designat com 1928 NA. Va ser anomenat McGlasson en honor del científic nord-americà Van McGlasson.